# Halugudde, Hosanagara
Halugudde là một làng thuộc tehsil Hosanagara, huyện Shimoga, bang Karnataka, Ấn Độ.